# 暗闇三太
『暗闇三太』（くらやみさんた）は、2015年7月より9月まで九州朝日放送（KBC）にて放送された、日本の短編テレビアニメ作品。5分枠放送。

## 概要
本作は1971年放映の『珍豪ムチャ兵衛』以来44年ぶりの新作白黒アニメ作品。1960年代の高度成長期における九州各地を舞台としている。
「1967年制作の幻のアニメが発掘された」というコンセプトで制作された。制作したILCAが、この作品の前に制作した『ドアマイガーD』（カラー作品）と同様にセルアニメ風の画像を再現させるため、わざと画質を落として荒く加工しており、また映像部分はアスペクト比4：3で制作し左右両端にサイドパネルを配している。この他、合成した実写映像にはKBC保有の1960年代のアーカイブ映像を背景として使用しており、併せて当時の豆知識をサイドパネルにテロップで表示して時代背景を解説している。
担当声優においても、メイン級には当時既に活躍していたベテランを配して「1967年に制作」したような雰囲気を醸し出している。

## キャラクター

### 地獄界
暗闇三太（くらやみさんた）
声 - 杉山佳寿子
地獄から人間界にやってきた少年で閻魔の使い魔。表情をあまり顔に出さない。手にした「地獄の金槌」で悪い人間を地獄に送る。決め台詞は「死ねがな、目抉ろ!（めくじろ）」。
戸村井六子（とむらい むつこ）
声 - 姫崎愛未（LinQ）
三太より先に人間界に来ていた地獄の少女。彼同様に人間界をパトロールしている。武器は千枚通し。
鹿羽一之介（しかば いちのすけ）
声 - M・A・O
地獄の少年。人間を懲らしめすぎて閻魔に怒られている。武器はノミ。
閻魔（えんま）
声 - 柴田秀勝
地獄を統括する大王で、悪事を働いた人間を裁く裁判官でもある。「人間界と地獄のバランスを保つ」為に三太たちを人間界に送る。「何とかしてこい」が口癖。

### 人間界
作中では多くの人間が地獄へ送られるが、そこでは「転生の準備期間」として収容所に近い生活を過ごす。
行商のおばちゃん
声 - 三輪勝恵
三太が端島（軍艦島）で初めて会った人間。第1話に登場。
辰二（たつじ）
声 - 増本庄一郎
端島のチンピラの借金取り。後に病弱の息子の治療費を稼ぐ為福岡に出るが、刺殺されてしまう。第1話・第10話に登場。
ヤス
声 - 滑川洋平
辰二の子分。第1話に登場。
茂造（しげぞう）
声 - 永滝元太郎
辰二たちに追われる老人。第1話に登場。
銭呉為三郎（ぜにくれ ためさぶろう）
声 - 増本庄一郎
建設会社「銭呉組」の社長。第3話に登場。
久里好子（くり よしこ）
声 - 藤嵜亜莉沙
ダム工事の現場で三太と出会った、おかっぱ頭の少女。第8話に登場。
虎太郎（こたろう）
声 - 山本圭子
辰二の息子。端島の病院に入院していたが、三太によって父の死を告げられるも、父の悪口を言われナイフで刺したため三太に地獄に落とされた。第10話に登場。
ヒデ
声 - 永滝元太郎
自殺した青年。生来のネガティブで、三太の案内で地獄へ送られる。第12話に登場。

### その他
ホネカミ地蔵
声 - 三輪勝恵
原城跡に建つ、島原の乱で亡くなった人々の骨を集めその霊を慰めるお地蔵様。第3話に登場。
ボタボタ
声 - 永滝元太郎
炭鉱のボタ山から生まれた妖怪。口から石炭を吐くが燃えるため三太に燃やされた。第4話に登場。
油すましどん
声 - 永滝元太郎
熊本県天草地方に伝わる妖怪で三太を孫のように可愛がっていた。菜種油が大好物だが人間に騙され重油を飲んでしまい、結果豹変する。第6話に登場。
スモッガス
声 - 永滝元太郎
光化学スモッグから生まれた妖怪。体形や大きさを自在に変えることができる。第7話に登場。
ドラキラー伯爵
声 - 増本庄一郎
吸血鬼。西洋人の血に飽きて、日本にやってきた。第9話に登場。
宇宙人
声 - 山本圭子
地球を観察していたが宇宙船がスペースデブリにぶつかって地球に降下せざるを得なくなり、宇宙飛行士を目指す少年・誠（声 - M・A・O）の身体に乗り移る。第11話に登場。
ウランダー
声 - 永滝元太郎
原子力の研究施設で生まれた巨大な妖怪獣。第13話と第14話に登場。

## スタッフ
- 監督 - 仲村学
- 企画原案・キャラクターデザイン - 吉川兆二
- 脚本 - 熊本浩武
- 演出アドバイス - 西川伸司
- 作画監督 - 大竹和可奈
- 音楽 - 福田裕彦
- プロデューサー - 香月和宏、中尾恭太、広瀬基樹
- 制作プロデューサー - 住吉剛英
- 制作協力 - ミスターシージー、九州産業大学、九州造形短期大学
- アニメーション制作 - ILCA
- アニメーション協力 - スタジオコメット（10話 - ）
- 製作 - 「暗闇三太」製作委員会2015（KBC、ILCA）

### 英語版スタッフ
- ADRディレクター - ラッセル・ウェイト
- ADR制作 - Red Angel Media

## 主題歌
「暗闇三太のテーマ」
作詞 - 吉川兆二 / 作曲・歌唱 - 福田裕彦
第1話・第6話・第9話・第10話・第12話では使用せず。第14話ではエンディングで使用。

## 各話リスト
| 話数     | サブタイトル               | コンテ・Vコンテ         | 舞台                                                      | 放送日        |
| -------- | -------------------------- | ----------------------- | --------------------------------------------------------- | ------------- |
| 第一話   | 地獄からの使者             | 仲塚悠士、田邉茂 岩崎圭 | 長崎県・端島（軍艦島）                                    | 2015年 7月5日 |
| 第二話   | 水銀ギツネの逆襲           | -                       | -                                                         | 未製作        |
| 第三話   | ホネカミ地蔵の願い         | 仲塚悠士、岩崎圭        | 長崎県・原城跡                                            | 7月12日       |
| 第四話   | ボタ山の妖怪               | 蓮恵介、仲塚悠士 岩崎圭 | 長崎県・端島                                              | 7月19日       |
| 第五話   | パトロールの1日            | 蓮恵介、岩崎圭          | 宮崎県、福岡市動物園、天神ビル 五島沖のクジラ漁、若戸大橋 | 7月26日       |
| 第六話   | 三太と油すましどん         | 西川伸司、仲塚悠士      | 佐世保                                                    | 8月2日        |
| 第七話   | 工場地帯のスモッガス       | 西川伸司、仲塚悠士      | 紹介なし（工業地帯）                                      | 8月9日        |
| 第八話   | おかっぱ少女とダム工事     | 蓮恵介                  | 紹介なし（ダムの工事現場）                                | 8月16日       |
| 第九話   | 西洋から来た妖怪           | 西川伸司、岩崎圭        | 板付基地                                                  | 8月23日       |
| 第十話   | ごろつきブルース           | 仲村学、仲塚悠士        | 平和台球場、端島                                          | 8月30日       |
| 第十一話 | 降ちてきた宇宙人           |                         | 内之浦宇宙空間観測所                                      | 9月6日        |
| 第十二話 | 地獄行きの男               |                         | 紹介なし                                                  | 9月13日       |
| 第十三話 | 巨大妖怪獣 ウランダー 前編 |                         | 紹介なし（港）                                            | 9月20日       |
| 第十四話 | 巨大妖怪獣 ウランダー 後編 |                         | 端島                                                      | 9月27日       |

## 放送局
| 放送期間                 | 放送時間                     | 放送局       | 対象地域 | 備考           |
| ------------------------ | ---------------------------- | ------------ | -------- | -------------- |
| 2015年7月5日 - 9月27日   | 日曜 1:42 - 1:47（土曜深夜） | KBCテレビ    | 福岡県   | 製作委員会参加 |
| 2015年8月2日 - 10月25日  | 日曜 23:55 - 月曜 0:00       | tvk          | 神奈川県 |                |
| 2015年10月4日 - 12月27日 | 日曜 2:15 - 2:20（土曜深夜） | 長崎文化放送 | 長崎県   |                |
| 2016年1月9日 - 4月2日    | 土曜 1:35 - 1:40（金曜深夜） | KBS京都      | 京都府   |                |

公式サイトでKBCでの放送から1週間、見逃し配信をしている。
| 放送期間                                              | 放送時間                                                   | 配信元 | 備考                                     |
| ----------------------------------------------------- | ---------------------------------------------------------- | ------ | ---------------------------------------- |
| 2015年8月5日（第1話） 8月10日 - 10月26日（第3話以降） | 水曜 更新（第1話） 月曜 0:00 更新（日曜深夜）（第3話以降） | GYAO!  | 第1話無料、第2話欠番、第3話以降1週間無料 |

## DVD
2015年10月21日にポニーキャニオンより全13話を収録したDVDが発売された。